# Tinternparva Abbey
Tinternparva Abbey (irisch Mainistir Thinteirn; Tintern minor; Tintern de voto zur Unterscheidung vom Mutterkloster Tintern Abbey in Monmouthshire, Wales) ist eine ehemalige Zisterzienserabtei im County Wexford in der heutigen Republik Irland. Sie liegt im Südosten der Insel in der nach 1814 gegründeten Ortschaft Saltmills auf der Halbinsel Hook am linken Ufer eines in die Bannow Bay fließenden Bachs.

## Geschichte
Das Kloster wurde im Jahr 1200 oder 1203 auf ein Gelübde des der Seenot entgangenen William Marshal, des Earl of Pembroke, der nicht nur Herr von Chepstow und Patron von Tintern, sondern auch Herr von Leinster war, gegründet und mit Mönchen aus Tintern Abbey besetzt. Damit gehörte es der Filiation von Kloster Cîteaux an. Die Abtei gewann große Ländereien und der Grafschaft Wexford und galt bei ihrer Auflösung 1536 oder 1537 als die drittwohlhabendste in Irland. Nach der Auflösung wurde sie an Anthony Colclough verliehen, dessen Familie die Kirche stark veränderte. Im 18. Jahrhundert errichtete Sir Vesey Colclough die befestigten Mauern um das Kloster. Das Kirchenschiff wurde um 1790 in ein Wohnhaus im neugotischen Stil umgewandelt. Seit den 1960er Jahren wird die Anlage vom Staat verwaltet.

## Bauten und Anlage

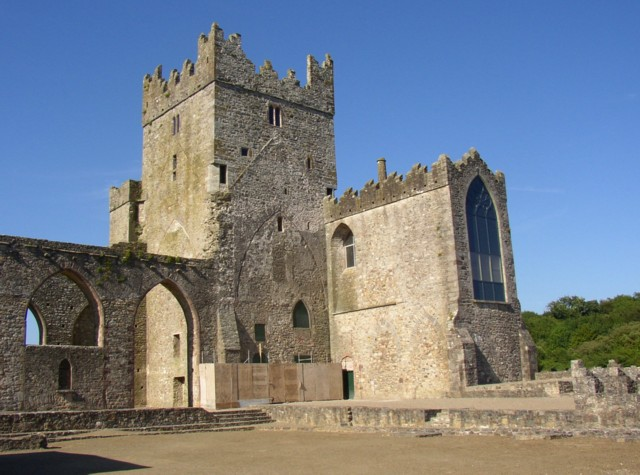
Die Ruinen der Abtei

Die Anlage entspricht dem Plan bernardin mit der von einem Vierungsturm überragten Kirche im Norden der Klausur.